# Jean de Suède
Titres
Prince héritier présomptif de Suède
24 juillet 1599 – 22 mars 1604
(4 ans, 7 mois et 27 jours)
 
Prince héritier présomptif de Suède
17 novembre 1592 – 9 juin 1595
(2 ans, 6 mois et 23 jours)
 
Duc d'Östergötland
1er janvier 1606 – 5 mars 1618
(12 ans, 4 mois et 4 jours)
Duc de Finlande
18 avril 1590 – 1er janvier 1606
(15 ans, 8 mois et 14 jours)
Jean de Suède (en suédois : Hertig Johan av Östergötland) né le 18 avril 1589 au Château d'Uppsala (Suède-Finlande) et mort le 5 mars 1618 au Château de Bråborg était un prince de Suède-Finlande, fils du roi Jean III et Gunilla Bielke. Il fut titré duc de Finlande de 1590 à 1606 puis duc d'Östergötland de 1606 à sa mort.

## Biographie
À l'âge d'un an, le prince Jean reçu les titres de duc de Finlande, comte d'Åland et de Bråborg.
Son éducation fut faite avec son cousin le prince héritier Gustave-Adolphe, le Duc Charles de Södermanland futur Roi Charles IX l'élevant comme son propre fils.
En 1604, l'acte du succession de Norrköping était signé, le Prince renonçant à ses droits de succession en échange il reçut plusieurs duchés et le comté de Läckö et toute la province de Dalsland.
En 1605, il dirigea avec la Reine Christine le gouvernement pendant l'absence du Roi Charles IX parti faire la guerre en Livonie.
En 1606, il échangea son duché de Finlande contre le duché d'Östergötland puis en 1609 le comté de Läckö et la province de Dalsland contre comté de Stegeborg.
Le 29 novembre 1612 il épouse au château des trois couronnes sa cousine Marie-Élisabeth la fille du Roi Charles IX, cette union resta stérile.
Le duc Jean joua un rôle considérable dans le développement de Norrköping, il meurt le 5 mars 1618 au château de Bråborg à l'âge de 28 ans.
|                        |
| Le château de Bråborg. |

## Lieu d’inhumation
Le prince Jean  fut inhumé dans la Cathédrale de Linköping.
|                                                                  |
| Tombeau de Prince Jean et de son épouse Marie-Elisabeth de Suède |

## Titres et honneurs

### Titulature
- 18 avril 1590 — 1er janvier 1606 : Son Altesse royale le Prince Jean de Suède, duc de Finlande, comte d'Åland et de Bråborg.
- 1er janvier 1606 — 5 mars 1618 : Son Altesse royale le Prince Jean de Suède, duc d'Östergötland.

### Armes
Le Prince fut titré duc d'Östergötland, ses armoiries furent les suivantes :
Écartelé à la croix pattée d'or, qui est la Croix de Saint-Eric, cantonnée en 1, d'azur à trois couronnes d'or posées 2 et 1 qui est de Suède moderne, en 2 et 3, d'azur, à trois barres ondées d'argent, au lion couronné d'or armé et lampassé de gueules, brochant sur le tout, qui est de Suède ancien en 4, de gueules à un dragon (Wyverns) d'or accompagné de quatre roses d'argent (Västanstångs) sur le tout, tranché d'azur et de gueules à la banche d'argent et à la gerbe d'or brochant sur le tout qui est de Vasa,.

## Sources
- (sv) Cet article est partiellement ou en totalité issu de l’article de Wikipédia en suédois intitulé « Hertig Johan av Östergötland » (voir la liste des auteurs).